# 隱帶

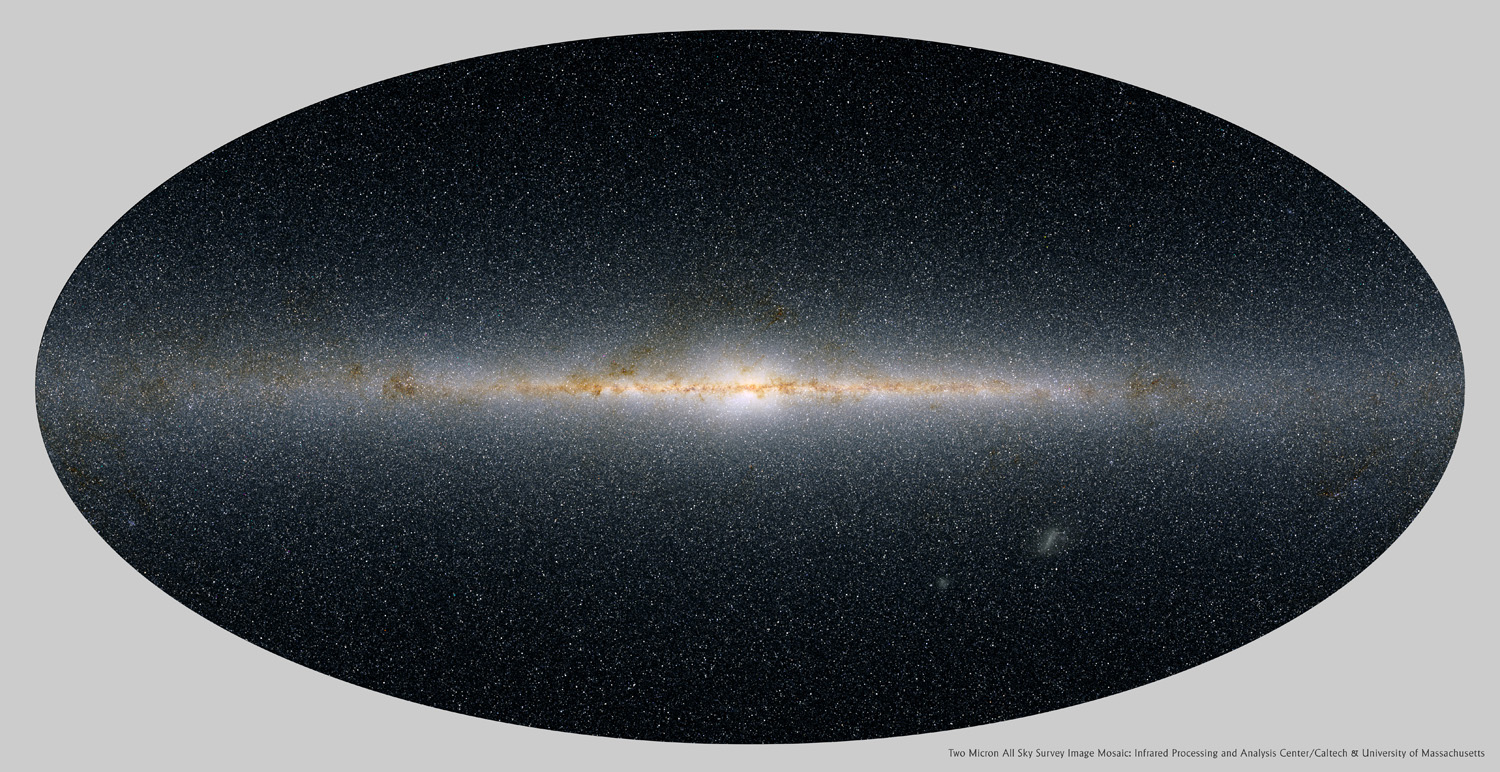
銀河系為區域性的觀測者創造了隱帶（红外线2MASS巡天图）

隱帶（英語：Zone of Avoidance）是天空中被地球所在的銀河系遮蔽而難以觀測的區域。
在銀河系的盤面（銀河平面）有許多的塵埃和恆星，在可見光的範圍中，阻礙了我們對天空中大約20%區域的觀測。結果造成光學的星系編目在銀河平面這一區域殘缺不全，而這個殘缺不全的區域就稱為隱匿區。長久以來，研究星系的天文學家都刻意避開這一區域，因為在其他的天區中更容易觀察到星系，並進行研究。
近幾年來，許多計畫都在研究隱帶，以試圖縮小這個區域和其他地區在認知上的差距。在銀河系中的恆星和塵埃，在光學的波長上的消光，造成了重大的混淆，但在更長的波長上造成的消光並不明顯，例如紅外線，而在無線電的波長上，銀河系幾乎是透明的。在紅外線的巡天，像IRAS和2MASS，已經給了我們更完整的星系在天空中的分布圖。實際上，有兩個巨大的鄰近星系馬菲1和馬菲2已經在1968年被保羅·馬菲以紅外線觀測在隱帶中發現。但即使如此，目前仍有10%的天空因為銀河系內恆星的遮蔽而難以觀測隱藏在其後的星系。
以無線電波檢視隱帶的計畫，特別是針對來自中性氫原子（天文學上稱為HI的區間）自旋跳動產生的21公分波長的輻射觀測，已經發現許多在紅外線下看不見的星系。例如，德文格洛1和德文格洛2就是以HI輻射偵測到的星系的例子。